# Тврђава Страч
Тврђава Страч назив је неколико фортификационих објеката из доба Аустро-Угарске у појасу Требиње - Билећа, Босна и Херцеговина.

## Историјат
Објекти су грађени за вријеме аустроугарске владавине, од 1910. до 1916. године, са циљем заштите Бококоторског залива, у оквиру припрема Аустроугарске за рат након анексије Босне и Херцеговине. Овај систем аустроугарсих одбрамбених инсталација био је други по величини у монархији. Тренутно је други по величини на Балкану.

## Положај
Тврђава се налази југоисточно од Требиња, на 750 m надморске висине. Захваљујући положају са тврђаве се пружа поглед на Зупце, Петрово поље, Требињску шуму и Требиње.

## Карактеристике објекта
Већи дио Страча је урушен, осим једне очуване просторије са противмитраљеским штитом. Објекти су имали огромне профиле жељезне конструкције од којих је велики дио послије Другог свјетског рата скинут и претопљен. Овај фортификациони објекат био је наоружан са двије хаубице 100 милиметара (M09), домета седам километара, два топа за личну одбрану (M10), 24 митраљеза (M07/12), калибра 8 mm и 12 рефлектора. На врху овог објекта су биле четири челичне куполе, напола зидане, а напола уклесане у камен. Двије од ових куполе, иначе тежине око 25 тона, су служиле као осматрачнице, док су остале служиле као положаји за хаубице. Приликом постављања, хаубице су извучене трактором компаније Аустро-Даимлер, а не воловским запрегама како се раније сматрало.
Објекат за посаду пројектован је за смјештај 4 официра и 175 војника. Извјештај из ратне 1915. на Страчу помиње 75 војника и једног официра. Имала је и резервоаре за 15 кубика залиха воде, која је пумпама довођена споља, а утврђење се снабдијевало струјом помоћу дизел агрегата од 50 до 70 киловата који је специјално наручен за ову тврђаву. Нема никаквих скривених просторија. Има неколико припадајућих пролаза митраљеској куполи која се не види са површине већ приликом уласка у унутрашњост тврђаве.

Изградња Страча никада није у потпуности завршена, јер је Аустроугарској 1916. године понестајало новца, а и Црна Гора краља Николе је капитулирала. Аустријски стручњаци, прерачунавајући ондашње круне у данашњу валуту евро, израчунали су да је градња ове тврђаве на Страчу коштала 60 милиона евра.